# Anatolij Jarkin
Anatoli Jarkin (ryska: Анатолий Николаевич Яркин), född den 11 november 1958 i Ukrainska SSR, är en sovjetisk tävlingscyklist.
Jarkin tog iOS-guld i lagtempoloppet vid olympiska sommarspelen 1980 i Moskva. 